# 国际事务研究院
国际事务研究院（意大利語：Istituto Affari Internazionali，縮寫 IAI），是意大利一家私立非营利性机构，1965年创立。该院由 Olivetti 基金会、 Il Mulino 文化及政治协会、北部及南部研究中心资助，由阿尔蒂诺·斯皮奈利发起并担任第一任院长。

## 概述
国际事务研究院是一个具有盎格鲁撒克逊风格的、灵活的和私营性的国际研究智囊机构，它与一般的大学和国家部委研究部门截然不同，但与本国政府及各大部委保持密切和高效的互动与合作关系，并且与一些国家及权威的国际研究中心保持密切合作。这些都使得国际事务研究院获得了较高的声誉。
国际事务研究院有三个主要目标：致力于国际事务研究、发展与创新政治思想与战略、培训和传播国际事务知识。

## 科学研究
主要研究领域如下： 
- 欧洲联盟机构及政策
- 土耳其
- 国际政治学和经济学
- 跨大西洋两岸关系
- 地中海和中东局势
- 国际经济体系
- 意大利外交政策

国际事务研究院现有30名研究和工作人员，其中包括10名项目负责人。大部分研究项目是与相关国际研究机构联手开展。国际事务研究院同时也是几大跨国研究网络的成员和发起人之一 ：
- EuroMeSCo 欧洲地中海研究委员会 [1]
- TEPSA 跨欧洲政策研究协会 [2]

## 出版物
国际事务研究院出版的期刊和专著如下：
- 英语版季刊：国际观察 (The International Spectator)，该刊物是一份采取匿名评审的国际政治杂志,首卷于2007年由世界著名的劳特利奇出版社出版（该出版社隶属于泰勒·弗朗西斯集团）[3]
- 国际事务研究院研究论文 (IAI Research Papers), 该刊物主要讨论相关的国际政治及经济问题，也讨论其他具有特殊意义的问题 [4]
- 国际事务研究院专刊 (Quaderni IAI), 该刊物主要讨论相关的国际政治及经济问题，也讨论其他具有特殊意义的问题 [5]
- 政治、战略和经济方面的在线杂志：国际事务 (AffarInternazionali)。[6]

国际事务研究院还具有对下述三个Web网站的管理权：
- iai.it/en（页面存档备份，存于）: 研究院官方网站
- Affarinternazionali.it（页面存档备份，存于）： 国际事务杂志的在线网站